# Dussartius baeticus
Dussartius baeticus là một loài crustacean thuộc họ Diaptomidae. Nó là loài đặc hữu của bán đảo Iberia, having been được tìm thấy ở tây nam Tây Ban Nha, and in the waters of the Tagus estuary, the Caniçada reservoir (Cávado drainage basin), and four reservoirs in the Mondego system in Bồ Đào Nha.